# Luštěnice trnitá

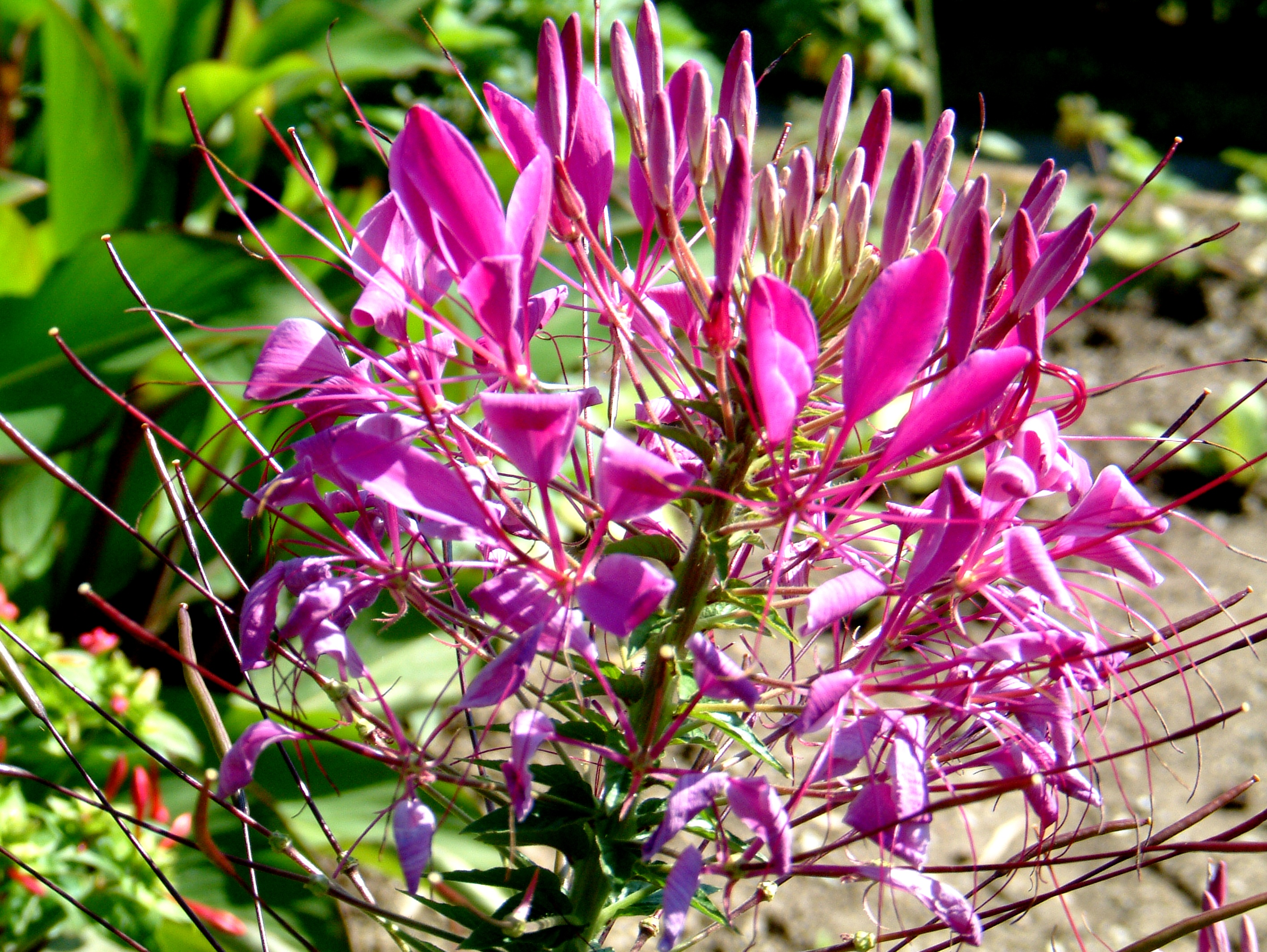
Detail květenství

Luštěnice trnitá (Cleome spinosa) je bylina s nápadnými květy z čeledě luštěnicovitých.

## Rozšíření
Luštěnice trnitá roste ve volné přírodě v tropických a subtropických oblastech Severní, Střední a Jižní Ameriky. Pochází pravděpodobně z Mexika. V Evropě se v přírodě nevyskytuje.

## Taxonomie
Celý rod luštěnice obsahuje asi 150 druhů a podle starších taxonomických systémů byl součásti čeledě kaparovitých. Novým systému APG III byla vytvořena čeleď luštěnicovité.

## Popis
Luštěnice trnitá je v zemích původu víceletou, ve středoevropských podmínkách jednoletou rostlinou. Je bujnou bylinou s chlupy na lodyze a s trny na řapících i na spodní straně listů. Řapíky bývají dlouhé 5 až 10 cm. Lodyha, která se již odspodu bohatě rozvětvuje, dorůstá do výše 120 až 150 cm, postranní jsou asi o 20 cm nižší. Listy vyrůstají střídavě, jsou dlanitě složené a mívají 3 až 7 kopinatých lístků, dlouhých až 10 cm a širokých 2 až 3 cm, celokrajných nebo jemně zubatých. Palisty jsou přeměněny v trny.
Silně vonící květy, veliké 2 až 2,5 cm, jsou nejvýraznější části rostliny, vyrůstají na vrcholcích lodyh a jsou uspořádány do hroznovitých květenství, nakvétají postupně od spodu. Jejích barva bývá od čistě bílé přes růžovou a purpurovou až po sytě fialovou. Mají 6 nápadně dlouhých tyčinek, jsou dvojnásobně delší než okvětní lístky. V květu jsou 4 volné kališní plátky 5 až 8 mm dlouhé, 4 jsou i celokrajné obvejčité korunní plátky, 2 až 3krát delší než kališní. Květní lůžka nesoucí gyneceum jsou prodloužena na 6 až 8 cm, čnělky s bliznami jsou tak ještě delší než tyčinky s prašníky, zabrání se tím samoopylení. Semeníky se žlázou na bázi jsou stopkaté. V našich podmínkách luštěnice trnitá kvete od června do září.
Plody jsou podlouhlé, 30 až 45 cm dlouhé mnohosemenné tenké tobolky tmavé barvy s kulatými semeny, z kterých se rostlina dobře rozmnožuje.
V místech přirozeného výskytu, např. v Brazílii, byly u luštěnice trnité zjištěny květy jednopohlavé a současně i oboupohlavé. Květy zde bývají opylovány v noci netopýry.

## Využití
Luštěnice trnitá se pěstuje v naší zeměpisné oblasti ze semen jako letnička. Vysazuje se buď jako solitéra nebo do záhonu vyšších letniček. Vyžaduje plné slunce, dobře živinami zásobenou půdu a závlahu. Hodí se k řezu do vázy, kde vydrží až dva týdny.